# 埃德灵
埃德灵是德国巴伐利亚州的一个市镇。总面积20.05平方公里，总人口4232人，其中男性2136人，女性2096人（2011年12月31日），人口密度211人/平方公里。